# Coppa Città di Stresa 2010
La Coppa Città di Stresa 2010, già Gran Premio Nobili Rubinetterie, tredicesima edizione della corsa, prima con questa denominazione, si svolse il 20 giugno 2010 su un percorso di 168,2 km. La vittoria fu appannaggio dell'italiano Oscar Gatto, che completò il percorso in 4h01'22", precedendo il brasiliano Murilo Fischer ed il connazionale Tiziano Dall'Antonia.
Sul traguardo di Arona 81 ciclisti portarono a termine la competizione.

## Ordine d'arrivo (Top 10)
| Pos. | Corridore            | Squadra            | Tempo    |
| ---- | -------------------- | ------------------ | -------- |
| 1    | Oscar Gatto          | ISD-Neri           | 4h01'22" |
| 2    | Murilo Fischer       | Garmin             | s.t.     |
| 3    | Tiziano Dall'Antonia | Liquigas           | s.t.     |
| 4    | Daniele Colli        | Ceramica Flaminia  | s.t.     |
| 5    | Roberto Ferrari      | De Rosa            | s.t.     |
| 6    | Daniele Ratto        | Carmiooro          | s.t.     |
| 7    | Davide Bonuccelli    | CDC-Cavaliere      | s.t.     |
| 8    | Marcello Pavarin     | Colnago            | s.t.     |
| 9    | Fabio Taborre        | Androni Giocattoli | s.t.     |
| 10   | Thomas Bertolini     | Androni Giocattoli | s.t.     |